# Primetime Emmy Award för bästa manliga huvudroll i en dramaserie
Primetime Emmy Award för bästa manliga huvudroll i en dramaserie (engelska: Outstanding Lead Actor in a Drama Series, sedan 1975) är en utmärkelse som delats ut (under lite olika namn) sedan 1966. Åren 1954–1965 var skådespelarpriserna inte uppdelade efter genre.

## Vinnare i urval

### 2000-talet
| År   | Skådespelare         | TV-serie     |
| ---- | -------------------- | ------------ |
| 2000 | James Gandolfini     | Sopranos     |
| 2001 | James Gandolfini (2) | Sopranos     |
| 2002 | Michael Chiklis      | The Shield   |
| 2003 | James Gandolfini (3) | Sopranos     |
| 2004 | James Spader         | Advokaterna  |
| 2005 | James Spader (2)     | Boston Legal |
| 2006 | Kiefer Sutherland    | 24           |
| 2007 | James Spader (3)     | Boston Legal |
| 2008 | Bryan Cranston       | Breaking Bad |
| 2009 | Bryan Cranston (2)   | Breaking Bad |

### 2010-talet
| År   | Skådespelare       | TV-serie            |
| ---- | ------------------ | ------------------- |
| 2010 | Bryan Cranston (3) | Breaking Bad        |
| 2011 | Kyle Chandler      | Friday Night Lights |
| 2012 | Damian Lewis       | Homeland            |
| 2013 | Jeff Daniels       | The Newsroom        |
| 2014 | Bryan Cranston (4) | Breaking Bad        |
| 2015 | Jon Hamm           | Mad Men             |
| 2016 | Rami Malek         | Mr. Robot           |
| 2017 | Sterling K. Brown  | This Is Us          |
| 2018 | Matthew Rhys       | The Americans       |
| 2019 | Billy Porter       | Pose                |

### 2020-talet
| År   | Skådespelare    | TV-serie   |
| ---- | --------------- | ---------- |
| 2020 | Jeremy Strong   | Succession |
| 2021 | Josh O'Connor   | The Crown  |
| 2022 | Lee Jung-jae    | Squid Game |
| 2023 | Kieran Culkin   | Succession |
| 2024 | Hiroyuki Sanada | Shōgun     |